# تصميم الرسوميات

كما هو مبين في هذه النقوش المستوحاة من المنتزهات القومية الأميركية.

تصميم الرسوميات أو تصميم الجرافيك أو التصميم الغرافيكي (بالإنجليزية: Graphic design) هو نهج إبداعي يقوم به مصمم أو مجموعة من المصممين بناء على طلب العميل أو الزبون ويتعاون على تنفيذ معطياته المادية مجموعة من المنتجين (عمال طباعة، مبرمجين، مخرجين، الخ) من أجل إيصال رسالة معينة (أو مجموعة رسائل) للجمهور المستهدف.
يشير مصطلح تصميم الجرافيك إلى عدد من التخصصات الفنية والمهنية التي تركز على الاتصالات المرئية وطرق عرضها. وتستخدم أساليب متنوعة لإنشاء والجمع بين الرموز والصور أو الكلمات لخلق تمثيل مرئي للأفكار والرسائل. وقد يستخدم مصمم الجرافيك تقنيات مثل فن الخط، الفنون البصرية، تنسيق الصفحات للوصول إلى النتيجة النهائية. هذا وغالبا ما يشير تصميم الجرافيك إلى كل من العملية (التصميم) التي من خلالها يتم إنشاء التواصل وكذلك المنتجات (التصاميم).
ومن مستخدمي فن تصميمات الجرافيك نجد كل من المجلات، والإعلانات ومنتجات التعبئة والتغليف. فعلى سبيل المثال، قد تشمل مجموعة المنتجات شعار أو عمل فني آخر، ونص منظم وبعض عناصر التصميم الصرفة مثل الأشكال والألوان التي من شأنها صياغة المنتج في قالب واحد. ويعتبر التكوين هو واحد من أهم سمات تصميم الجرافيك وخاصة عند استخدام المواد سابقة التحضير أو العناصر المتنوعة.

## تعريف تصميم الجرافيك
«يقوم التصميم الجرافيكي على تطبيق مجموعة من المبادئ والعمل على مجموعة من العناصر لصنع عمل فني تواصلي مرئي يرتكز إلى الصورة الثابتة ويتخذ شكلا مطبوعا أو معروضا على سطح ثنائي الأبعاد.»

## تاريخ تصميم الجرافيك

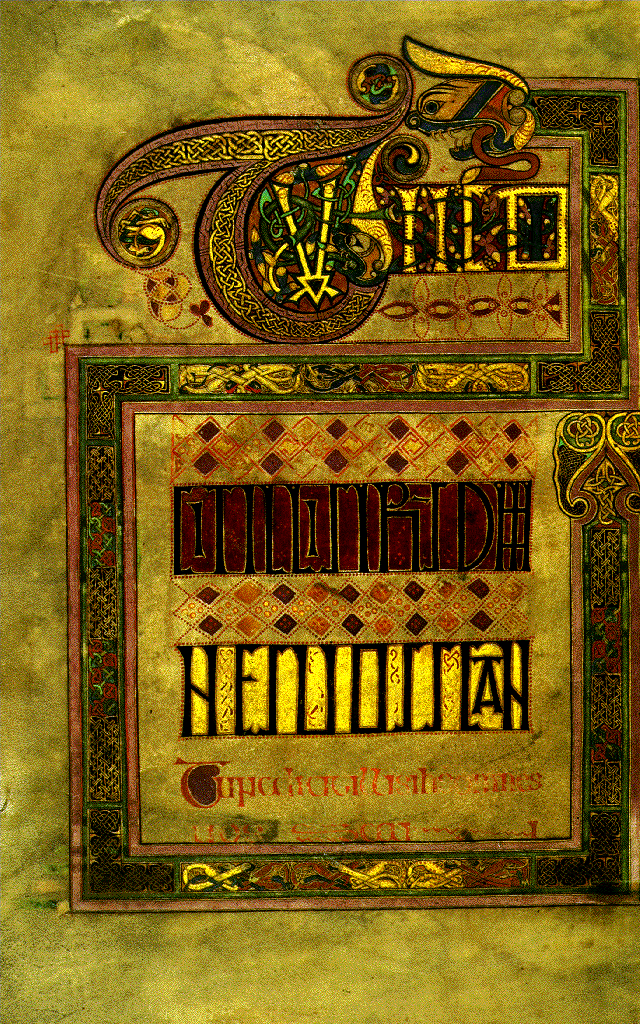
صفحة من كتاب كلس : فوليو مجلد 114، نص مزركش. Tunc dicit illis

بينما نجد لتصميم الجرافيك تاريخ حديث نسبيا بوصفه نظاماً، فإن الأنشطة التي تشبه تصميم الجرافيك تمتد على مر تاريخ البشرية: من كهوف لاسكوس، إلى عمود تراجان في روما إلى المخطوطات المضيئة في القرون الوسطى، إلى مصابيح جينزا. المبهرة في كل هذا التاريخ الطويل وفي ظل الطفرة التي حدثت مؤخراً في مجال الاتصال المرئي في القرنين العشرين والحادي والعشرين، نجد في بعض الأحيان الاختلاف في كل من الإعلان، وتصميم الجرافيك والفنون الجميلة. وعلى الرغم من كل ذلك، إلا أنهم جميعا يشتركون في نفس العناصر والنظريات والمبادئ والممارسات واللغات، وأحيانا في نفس المتبرع أو العميل. ويعتبر الهدف النهائي في فن الإعلان هو بيع السلع والخدمات. كما أننا نجد الجوهر في تصميم الجرافيك، هو «تنظيم المعلومات، وتشكيل الأفكار وإضفاء جو من التعبير والشعور للحقائق الفنية التي توثق خبرة الإنسان.» 

### ظهور الطباعة
خلال عهد أسرة تانغ الحاكمة (618-906) بين القرنين الرابع والسابع الميلاديين تم تقطيع كتل الخشب من أجل الطباعة على المنسوجات وفي وقت لاحق لاستنساخ النصوص البوذية. كما تم طبع الكتب البوذية (انا لإمبراطور !!!!!!) المقدسة في عام 868 حيث يعتبر أقدم كتاب مطبوع عرف حتى الآن. بداية من القرن الحادى عشر، تم إنتاج مخطوطات وكتب أكثر طولا باستخدام أنواع من الطباعة المتحركة الأمر الذي جعل الكتب متوفرة على نطاق واسع خلال عهد أسرة سونغ (960-1279). في وقت ما حول العام 1450، عملت دار يوهان غوتنبرغ للطباعة الصحفية على نشر الكتب على نطاق واسع في أوروبا. أسهم تصميم كتاب ألدوس مانوتياس في تطوير هيكل الكتاب الذي من شأنه أن يصبح أساسا لتصميم المنشورات في الغرب. وتسمى هذه الحقبة من تصميم الجرافيك النمط الإنساني أو القديم.

### ظهور صناعة التصميم
ظهرت حركة لفصل تصميم الجرافيك عن الفنون الجميلة في أواخر القرن التاسع عشر في أوروبا، وخاصة في المملكة المتحدة، كما يعرف بيت موندريان بأبو تصميم الجرافيك. يعتبر فنانا متميزا بالفعل، حيث يرجع اليه الفضل في الاستخدام الفريد للشبكات الذي الهم نظام الشبكات الحديثة المستخدمة اليوم في الإعلان، وكذلك الطباعة والتصميم على شبكة الإنترنت.
وفي عام 1849، أصبح هنري كول واحدا من العوامل الرئيسية في تعليم التصميم في بريطانيا العظمى، من خلال اطلاع الحكومة على أهمية التصميم وذلك عن طريق مجلته الخاصة بالتصميم والمصنوعات. وقد قام بتنظيم المعرض الكبير باعتباره احتفالا بالتكنولوجيا الصناعية الحديثة والتصميم الفيكتوري.
ومن عام 1891 حتي عام 1896, نشرت دار ويليام موريس كيلمسكوت للنشر، عددا من الكتب التي تعد من أهم ما اُنتج في مجال تصميم الجرافيك أثناء حركة الفنون والحرف، كما قدمت عملا مربحا جدا من خلال تأليف الكتب المنتقاة وبيعها إلى الأثرياء بسعر مرتفع. وقد أثبتت دار موريس على وجود سوق لأعمال التصميم التصويري من جانبها، وساعدت على الفصل بين التصميم وغيره من الإنتاجات من الفنون الجميلة الأخرى. كما تميزت أعمال دار كيلمسكوت باستحواذها على الطابع التاريخي. وتبرز أهمية ذلك الطابع التاريخي في توضيح التأثير المادى للحالة المبتذلة التي كان عليها تصميم الجرافيك أثناء القرن التاسع عشر. كما أثرت أعمال دار موريس 'للنشر، جنبا إلى جنب مع بقية أعمال حركة النشر الخاصة، بصورة مباشرة على الفن الحديث وبشكل غير مباشر تعتبر مسؤولة عن التطورات التي طرأت على تصميم الجرافيك في أوائل القرن العشرين بشكل عام.

### التصميم في القرن العشرين

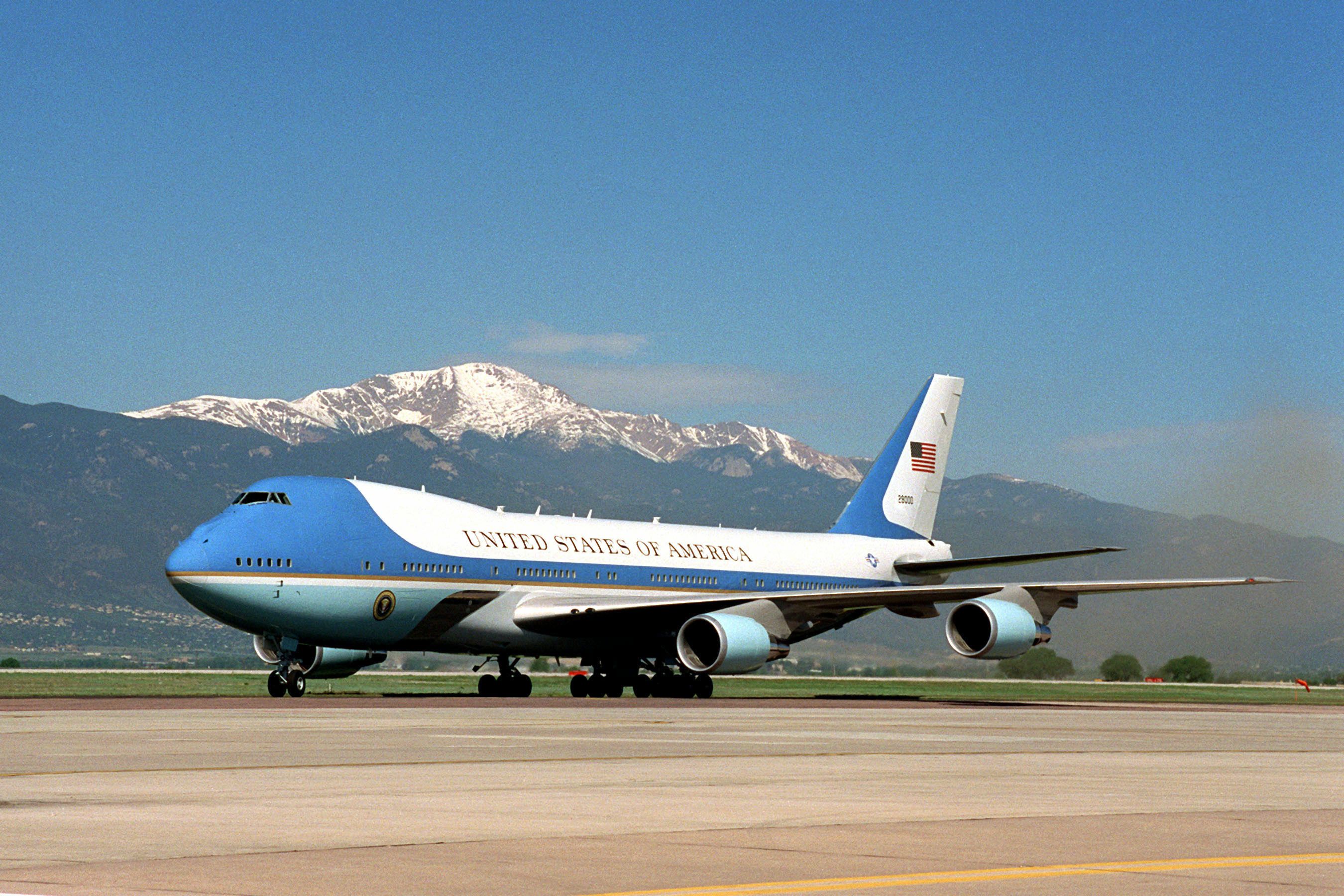
طائرة بوينغ 747 مع كسوة مزركشة عليها اير فورس وان. أشكال السيان، العلم الاميركي، وختم رئيس الجمهورية وتصميم وتجميع لحروف الكاسلون في أوقات مختلفة من قبل المصمم ريموند [لووي] في هذا التصميم النهائي. ويطبق تصميم الرسومات عمليا في كل منظمة أو مجتمع. كما لا توجد أية قيود على حجم وتطبيقات تصميم الجرافيك.

ويصعب الزعم بمعرفة أصل مصطلح «تصميم الجرافيك». فقد نسبت إلى ريتشارد جوايت، المصمم البريطاني، والأكاديمي، ولكن يقترح مصدرا اخر وليام أديسون دويجنز، مصمم كتاب أمريكي في أوائل القرن العشرين 
حيث دون جان سكيتشيلد مبادئ الطباعة الحديثة في كتابه الصادر عام 1928 بعنوان الطباعة الجديدة. حيث تنكر في وقت لاحق للفلسفة التي عرضها في هذا الكتاب باعتبارها فاشية، ولكنها ما زالت مؤثرة جدا. يعتبر المصورون الذين مشوا على درب سكيتشيلد وباوهاوس أمثال هربرت باير لاسل وموهولي ناجي، ايل ليسزكى هم آباء تصميم الجرافيك كما نعرفه اليوم. حيث يعتبروا رواد تقنيات الإنتاج والأجهزة المنتقاة التي لا تزال مستخدمة طوال القرن العشرين. كما لاقت تصاميم الجرافيك ذات الطراز الحديث في السنوات التالية قبولا وتطبيقا على نطاق واسع. كما أصبح الاقتصاد الأمريكي بعد الحرب العالمية الثانية في حاجة ماسة لتصميم الجرافيك، وذلك أساسا للدعاية والتعبئة والتغليف. كما جلبت هجرة مدرسة باوهاوس الألمانية في التصميم «إنتاج متطرف» إلى شيكاغو في عام 1937 ؛ مما أدى إلى استثارة الهندسة المعمارية والتصميم «الحديثة». ومن ضمن الأسماء البارزة في مجال تصميم منتصف القرن الحالى أدريان فروتايجر، مصمم وجه فروتايجر ويونايفرز؛ بول راند، في الفترة من أواخر فترة الثلاثينات وحتى وفاته في عام 1996، اتخذ مبادئ باوهاوس وطبقها على تصميم الدعاية والشعارات العامة، وساعد على إيجاد منهج أمريكي فريد للتكلف الأوروبي في حين أصبح واحدا من رواد مجموعة فرعية لتصميم الجرافيك المعروفة باسم الهوية التعاونية، وأخيرا جوزيف مولر بروكمان، الذي صمم ملصقات توصف بالعنف لكن مع ذلك بالبساطة ومطابقة للحقبة ما بين الخمسينات والستينات.

## التطبيقات
يُستخدم التصميم الغرافيكي في جميع التصاميم المرئية، كعلامات الطرق والمُخططات التقنية، وتصاميم رسائل التخاطب المكتبية وحتى أدلة المُستخدم. ويمكن أيضا أن يساعد التصميم في بيع منتج أو فكرة ما عن طريق الاتصال المرئي الفعال. فيمكن تطبيقها على المنتجات والعناصر لبطاقات شركة ما مثل الشعارات، والألوان، والتغليف، والنصوص. تسمى مثل هذه الأشياء مجتمعة العلامة التجارية؛ حيث أصبحت العلامة التجارية من الأهمية بمكان على نطاق الخدمات العديدة التي يقدمها مصممى الجرافيك، جنبا إلى جنب مع بطاقات الهوية، وحيث غالبا ما تستخدم بالتبادل.
و تصمم الكتب النصية بطريقة تهدف إلى تقديم مواضيع مثل الجغرافيا، والعلوم، والرياضيات. حيث يكون لتلك المنشورات تخطيطات توضح النظريات والرسوم التخطيطية. وتعتبر المخططات التي تبين الجسم البشرى. من أهم الأمثلة الشائعة في رسوم الجرافيك المستخدمة في مجال التعليم. هذا وينطبق تصميم الجرافيك أيضا على تخطيط وتنسيق المواد التعليمية لجعل المعلومات أكثر سهولة وأقرب إلى الفهم.
كما يتم تطبيق تصاميم الجرافيك في الصناعات الترفيهية الخاصة بالديكور، والمشاهد، ورواية القصة البصرية. وتشمل الروايات والكتب الفكاهية، ومقدمة ونهاية الافلام، والبرامج والاثاث على خشبة المسرح أمثلة على التصاميم الأخرى الخاصة بالأغراض الترفيهية. هذا بالإضافة إلى الأعمال الفنية المستخدمة في القمصان وغيرها من الاشياء المطبوعة باستخدام الكمبيوتر من اجل البيع عبر الإنترنت.
ويمكن تقديم ما يعرف بتصميم المعلومات بصورة مبتكرة من خلال تحسين التراكيب الانشائية للمعلومات المرئية بدءا من المجلات العلمية إلى تقديم التقارير الأخبارية وعرض وجهات النظر والحقائق في كثير من الأحيان، كما يمكن استخدام تصميم الجرافيك للاعلام والترفيه في نفس الوقت وذلك من خلال الصحف والمجلات، والمدونات، والتلفزيون والأفلام الوثائقية.و مع ظهور تصفح شبكة الإنترنت، يستخدم القائمون على تصميم المعلومات من ذوي الخبرة أدوات تفاعلية مثل أدوبي فلاش، بصورة متزايدة لتوضيح خلفية القصص الإخبارية.

## المهارات
وقد ينطوي مشروع تصميم الجرافيك على تنميق وعرض النص الحالي مع الصور المعدة مسبقا أو الصور التي تم معالجتها على يد مصمم الجرافيك. على سبيل المثال، تبدأ القصة الصحفية بعمل الصحفيين والمصورين الصحفيين ومن ثم يصبح باقى العمل على عاتق مصمم الجرافيك من تنظيم هذه الصفحة وتحديد ما إذا كانت تتطلب أي عناصر أخرى من شأنها اضفاء مزيد من الاثارة على هذه الصفحة. ويمكن أن يكلف مصمم الجرافيك أو المدير الفنى في كثير من الأحيان المصورين أو الرسامين بجلب النسخ الأصلية للصور لمجرد أن تدمج في تخطيط التصميم بالمجلة أو الإعلان. كما تم الحاق ممارسة التصميم المعاصرة إلى أجهزة الكمبيوتر الحديثة، على سبيل المثال استخدام WYSIWYG، غالبا ما يشار إليه بالتصميم التفاعلي، أو تصميم الوسائط المتعددة.

## الفنون البصرية
ويجب أن يتم تكوين عناصر التصميم عن طريق مهارات الفنون البصرية قبل تطبيق أي من عناصر الرسم على التصميم. وتكون مهمة اعداد هذه الرسومات في كثير من الأحيان (ولكن ليس دائما) من اختصاص مصمم الجرافيك. وتشمل الفنون البصرية الأعمال المرئية في الطبيعة المقام الأول وذلك باستخدام أي من وسائل الإعلام التقليدية، أو التصوير الفوتوغرافي أو حتى المعالجة بالكمبيوتر. كما يمكن تطبيق مبادئ تصميم الجرافيك على كل عنصر من عناصر التصميم على حدة فضلا عن الشكل النهائي.

### تنضيد الحروف
وتشمل كل فن ومهارة وتقنية خاصة بتنضيد الحروف، من شأنها اضفاء تعديل على الرموز المنقوشة، أو ترتيب لهذه الرموز. حيث يتم إنشاء تلك الرموز (الحروف) وتعديلها باستخدام مجموعة متنوعة من تقنيات التوضيح. ويختص هذا الترتيب بنوع اختيار الخط، حجم الخط، طول الخط، مدى تباعد الأسطر ومدى تباعد الحروف بعضها البعض.
يقوم بتنضيد الحروف مصممو التواصل البصري، المؤلفون، الطابعون، مصممو الجرافيك، المدراء الفنيون، والعمال الكتبة. وحتى العصر الرقمي، كانت مهنة تنضيد الحروف متخصصة. حيث فتح النظام الرقمي الباب على مصراعيه لأجيال جديدة من المصممين ومستخدمي الوسائل البصرية للقيام بتنضيد الحروف.

### تصميم الصفحة
يعد تصميم الصفحة ذلك الجزء من تصميم الجرافيك الذي يتعامل مع ترتيب وأسلوب معاملة عناصر (المحتوى) في الصفحة الواحدة. فبداية من صفحات واضحة في وقت مبكر من الكتب المنسوخة باليد في العصور الوسطى ووصولا إلى الاجراءات المعقدة لمجلة حديثة أو تصاميم الكاتالوج، تم وضع التصميم السليم للصفحات في الاعتبار منذ زمن طويل ضمن المواد المطبوعة. فضمن وسائل الاعلام المطبوعة، تتألف العناصر عادة من نوع (النص)، صورة (صور)، وأحيانا وضع الرسومات لبعض العناصر التي لا تظهر أثناء طباعة الحبر مثل / قصاصات الليزر، والاختام الرقيقة أو النقش المجرد.

### تصميم الواجهة
وغالبا ما يشارك مصمموا الجرافيك في تصميم الواجهة، مثل تصميم مواقع الإنترنت وتصميم البرمجيات عند نهاية التفاعل من قبل المستخدم في تخطيط التصميم أو الواجهة. يجمع مصمموا الجرافيك بين مهارات الاتصال المرئي ومهارات الاتصال التفاعلي الخاصة بالتفاعل بين المستخدم والعلامات التجارية على الإنترنت، حيث كثيرا ما يتعامل مصمموا الجرافيك مع مطورى البرامج ومطورى المواقع لإنشاء كل من مظهر ومخبر اى موقع على شبكة الإنترنت أو تطبيق البرمجيات وتعزيز تجربة تفاعلية للمستخدم أو لزوار الموقع على حد سواء. كما يعد تصميم الايقونات جانبا هاما من جوانب تصميم الواجهة.

### الطباعة
تعتبر الطباعة عملية صنع أعمال فنية من خلال الطباعة على الورق والمواد أو السطوح الأخرى. وفيما عدا حالة الطباعة السابكة، فيمكن إنتاج نسخ متعددة من نفس القطعة، وهو ما يسمى النسخة المطبوعة. حيث تعتبر كل قطعة نسخة أصلية وليست نسخة فحسب وذلك نظرا لأنه لم يتم استنساخ لعمل فني آخر فيعرف ذلك من الناحية الفنية والمعروفة باسم الانطباع. وعلى العكس من ذلك، يقوم الرسم أو التلوين بإنتاج عمل فريد من العمل الفني الأصلي. ويتم إنشاء الطباعة من سطح أصلي فردى، يعرف تقنيا باسم المصفوفة. وتشمل الأنواع الشائعة من المصفوفات: لوحات معدنية، تكون عادة من النحاس أو الزنك للنقش أو طبع الكليشيه؛ أو من الحجر، وتستعمل من اجل الطباعة الحجرية؛ أو من كتل الخشب من اجل عمل رسومات خشبية، أو من المشمع لعمل رسومات مستقطعة من لوحات بلاستيكية أو من النسيج لطباعة الشاشات. وهناك العديد من الأنواع الأخرى، والتي سوف يتم ذكرها أدناه. ففي العصر الحديث، تنتج الأعمال المطبوعة من لوحة واحدة نسخة، تكون عادة موقعة ومرقمة لتشكل طبعة محدودة. كما يمكن أيضا أن تكون مطبوعة في شكل كتاب، مثل الكتب الفنية. كما يمكن أن تكون الطبعة الواحدة منتجا من أحد أو عدة تقنيات متعددة.

### اللونيات
تعرف اللونيات بذلك المجال الذي يوضح كيفية استقبال العين المجردة للون وكيفية تفسير وتنظيم تلك الألوان في الطابعة وعلى شاشة الكمبيوتر. حيث تغطى شبكية العين باثنين من المستقبلات الحساسة للضوء والتي تعرف باسم القضبان والمخاريط. فتعتبر القضبان حساسة للضوء، وليست حساسة للون. اما المخاريط على العكس من القضبان. فهي أقل حساسية للضوء، ولكنها تستقبل الالوان.

## الأدوات

أمثلة لتصميم الجرافيك باستخدام جهاز كمبيوتر، ويحدد فيه مختلف الاحتمالات لرمز مشروع ويكيميديا.

يرى البعض بأن العقل هو أهم أداة لتصميم الجرافيك. بغض النظر عن التكنولوجيا، يتطلب تصميم الجرافيك الحكم والإبداع. حيث لابد من وجود التفكير النقدى، والملاحظ، والكمي والتحليلى من أجل تصميم الشرائح والتصاميم. فإذا كان المنفذ مجرد ناقل لنموذج (رسم على سبيل المثال، نص أو تعليمات) التي قدمها مصمم آخر (مثل مدير فنى مثلا)، لا يصبح المنفذ عادة مصمما في هذه الحالة.
بالإضافة إلى اتخاذ قرارات المحتوى الرئيسية، قد تكون طريقة العرض (الترتيب، الأسلوب والتوسط على سبيل المثال) بنفس القدر من الأهمية في التصميم. وقد تنتج الشريحة باستخدام أدوات الصورة الخارجية التقليدية أو أدوات تحرير الصور الرقمية. فيعد اختيار الأدوات المناسبة لعرض كل مشروع من الأهمية بمكان في هذا المشروع حيث سيفسر لنا رؤية الجمهور لهذا العمل.
في منتصف ثمانينيات القرن الماضى، عمل وصول النشر المكتبي وبرمجيات فن الجرافيك على تقديم جيل من المصممين للتعامل مع وخلق صورة الكمبيوتر التي سبق تنفيذها يدويا. كما مكن تصميم الجرافيك على الكمبيوتر المصممين من معرفة آثار التخطيط أو الطبع على الفور، ومحاكاة تأثيرات وسائل الإعلام التقليدية من دون الحاجة إلى الكثير من الفراغ. ومع ذلك، فإن الأدوات التقليدية مثل القلم الرصاص أو أقلام التحبير غالبا ما تستخدم لتطوير الأفكار بينما تستخدم أجهزة الكمبيوتر لوضع الصيغة النهائية. في الواقع، قد يعمد المصمم إلى رسم العديد من المفاهيم على الورق كجزء من العملية الإبداعية. حيث يتم عرض هذه الرسوم على العميل للموافقة المبدئية، قبل أن ينتقل المصمم إلى تطوير هذه الفكرة على الحاسوب، باستخدام أدوات وبرمجيات تصميم الجرفيك.
كما يعتبر الكمبيوتر آداة لا غنى عنها في صناعة التصميم الجرافيكي. وبالنسبة إلى المحترفين من مصممى الجرافيك فإن أجهزة الكمبيوتر وما لها من تطبيقات البرمجيات تعتبر بصورة عامة، من الأدوات الأكثر فعالية في مجال الإبداعي الفني، من الطرق التقليدية. ومع ذلك، فإن بعض المصممين من أمثال ميلتون غلاسر يفضلون الاستمرار في استخدام الأدوات اليدوية والتقليدية لإخراج الأعمال الفنية.
لا تتأتى الأفكار الجديدة إلا من خلال تجريب الأدوات والأساليب. ويقوم بعض المصممين باستكشاف الأفكار باستخدام القلم والورقة لتفادى التكوينات الحادة في كل من خطوط الكمبيوتر والرسوم الجاهزة، أو الفلاتر (مثل أدوات كاي) التي تتوفر في أي تكوين خاص. بينما يستخدم البعض الآخر من المصممين الكثير من ادوات التعليم المختلفة من أجهزة الكمبيوتر حتى أنهم يستخدمون العصي والطين كوسيلة من وسائل الإبداع. ومن السمات الرئيسية لتصميم الجرافيك أنه يجعل الأداة خارج الاختيار المناسب للصورة حتى يتسنى للمصمم توصيل المعنى.

### الكمبيوتر والعملية الإبداعية
هناك نوع من الجدل المثار حول ما إذا كانت أجهزة الكمبيوتر تعمل على تعزيز العملية الإبداعية في مجال تصميم الجرافيك أم لا. يسمح الإنتاج السريع باستخدام الكمبيوتر للعديد من المصممين باستكشاف أفكار متعددة بسرعة مع مزيد من التفاصيل أكثر مما يمكنهم تحقيقه عن طريق الوسائل اليدوية أو لصق الرسومات على الورق، الأمر الذي من شأنه أن ينقل المصمم من خلال العملية الإبداعية بسرعة أكبر. ومع ذلك، كونهم أمام عدد لا نهائى من الاختيارات لا يساعد ذلك المصممين على اختيار أفضل تصميم كما يمكن أن يؤدي ذلك إلى تكرار التصميمات دون التوصل إلى نتائج واضحة.
و قد يستخدم مصمم الجرافيك السكتش أو ما يعرف بالرسمة الابتدائيه أو التجريبيه لاستكشاف أفكار متعددة أو معقدة بشكل سريع  دون تشتيت الذهن المحتمل الناتج عن الصعوبات الفنية بخصوص أعطال البرمجيات أو تعلم كيفية التعامل مع البرمجيات. وغالبا ما تستخدم النماذج المرسومة يدويا للحصول على الموافقة على تنفيذ الفكرة قبل أن يقوم المصمم باستثمار الوقت لإنتاج التصاميم النهائية على جهاز الكمبيوتر أو في لصق المتابعة. هذا وقد تستخدم نفس الصور المصغرة أو المسودات على الورق من أجل تنقيح الفكرة على الكمبيوتر. وتعتبر هذه العملية مفيدة بشكل خاص في تصميم الشعارات  حيث قد ينقص منحنى تعلم البرمجيات من عملية التفكير الإبداعي. وقد يستعمل إنتاج التصاميم على الكمبيوتر باستخدام الطرق التقليدية في إطلاق العنان لإبداع المصمم أثناء تصميم الصفحة أو التعامل مع الصور. هذا ويعمل مصمموا الجرافيك التقليديين على الاستعانة بفنانين مختصين قي الإنتاج الكمبيوترى بغرض نقل أفكراهم الخاصة التي قاموا بتفريغها على الورق إلى الكمبيوتر، دون الحاجة إلى تعلم مهارات الكمبيوتر بأنفسهم. ومع ذلك، فإن هذه الممارسة كانت أقل شيوعا منذ ظهور النشر المكتبي على مر الثلاثين عام، وتكامله مع دورات تصميم الجرافيك.

## مهن
يعمل تصميم الجرافيك على تغطية جميع أهداف الطيف الإبداعي وغالبا ما يكون متداخل. كما أن المهمة الرئيسية لمصمم الجرافيك هو ترتيب العناصر المرئية في بعض الأنواع من الإعلام. كما أن عناوين الوظائف الرئيسية تشمل كل من مصمم الجرافيك، المدير الفنى، المدير الإبداعي، وفنان الإنتاج. أما بالنسبة إلى على الصناعة التي تقدم لها الخدمة، فإن المسؤوليات قد تكون لها عناوين مختلفة مثل «مساعد النشر المكتبي» أو «فنان الجرافيك»، ولكن على الرغم من التغييرات في العناوين، إلا أن مبادئ التصميم الجرافيكي تظل كما هي. ويمكن أن تأتي المسؤوليات من أو أن تؤدي إلى مهارات متخصصة على سبيل المثال التوضيح، والتصوير الفوتوغرافي أو التصميم التفاعلي.
ويعمل مصمم الجرافيك على إرسال التقارير لكل من المدير الفني، المدير الإبداعي ومدير الاعلام الإبداعى الأول كلما زادت سنوات خبرة المصمم، فإن ذلك قد يؤهلهم إلى تصميم وسائل الاعلام في وقت أقل قضاء معظم الوقت في توجيه المصممين الآخرين في الأنشطة الإبداعية. مثل تطوير العلامة التجارية وتطوير الهوية المؤسسية. كما أنه كلما زادت سنوات خبرة مصممي الجرافيك، فإن ذلك يؤهلهم لكى يتفاعلون بشكل مباشر مع العملاء.

### التخصصات ذات الصلة
| - الهندسة المعمارية - مخرج فني - تصميم الاتصال - نسخ الكتابة - الاتجاه الإبداعي - النشر المكتبي - التصميم | - البيئة التصميم الجرافيكي - التصميم الصناعي - معلومات التصميم - تصميم تعليمي - تصميم واجهة - اتصالات التسويق | - اقتراح تصميم - الإعلام الجديد - تقنية الكتابة - طباعة الحروف - تصميم الويب |

## الروابط الخارجية
- إحصائية تصميم الجرافيك الحكومى

### الاتحادات المهنية لتصميم الجرافيك
- رابطة تصميم الجرافيك الأسترالية AGDA)
- إيه سى أو جى ار اى دى اى (المجلس الدولي لجمعيات تصميم الجرافيك)
- ايه اى جى ايه الجمعية المهنية للتصميم
- ار جى دى أونتاريو | اتحاد مصممي الجرافيك المسجلين في أونتاريو
- جى دى سى | جمعية مصممي الجرافيك بكندا نسخة محفوظة 23 مارس 2003 على موقع واي باك مشين.
- نقابة فنون الجرافيك
- جمعية مصممي الجرافيك الأردنية